# Javorina (Poprádi járás)
Javorina (szlovákul: Tatranská Javorina, lengyelül: Jaworzyna Spiska, németül: Uhrgarten), üdülőfalu Szlovákiában, az Eperjesi kerületben, a Poprádi járásban. Közúti határátkelőhely a lengyelországi Łysa Polana felé.

## Fekvése
Poprádtól 40 km-re északra, a lengyel határ mellett, a Jávor-völgy végénél, a Javorinka-patak partján fekszik.

## Nevének eredete
Neve a szláv javor (= juharfa) főnévből származik.

## Története
A falu helyén a 18. századig pásztorok tanyája volt, ahol csak egy karám állt. 1759-ben birtokosa – plaveci Horváth Ferenc – a majorság mellé vashámort építtetett, mely körül csakhamar a szénégetők viskói sorakoztak, de cseh és lengyel kohászok is érkeztek.
Fényes Elek 1851-ben kiadott geográfiai szótárában így ír a faluról: „Javorina, (Urgarten), tót falu, Szepes vmegyében, igen hegyes vidéken, közel Gallicziához; 158 kath., 2 evang., 8 zsidó lak. Vashámor. F. u. b. Palocsay Horváth.”
1875-re a vaskészletek kimerültek és a hámort papírgyárrá alakították. 1879-ben az új birtokos Hohenlohe Orhringen Krafft Keresztély porosz herceg lett, aki vadászkastélyt épített ide és határában 40 000 holdas vadaskertet létesített. Ez lett az alapja a mai Tátrai Nemzeti Parknak. A trianoni diktátumig Szepes vármegye Késmárki járásához tartozott.
A herceget 1926-ban az itteni temetőben temették el. A hercegi birtokot 1936-ban az állam megvásárolta. Lakói ma főként a tátrai idegenforgalomból élnek.

## Népessége
| Év:            | 1994. | 2004.   | 2014.   | 2024.    |
| -------------- | ----- | ------- | ------- | -------- |
| Emberek száma: | 213   | 232     | 219     | 169      |
| Eltérés:       |       | +8,92 % | -5,60 % | -22,83 % |

| Év:            | 2023. | 2024.   |
| -------------- | ----- | ------- |
| Emberek száma: | 173   | 169     |
| Eltérés:       |       | -2,31 % |

1910-ben 396-an, többségében szlovák anyanyelvűek lakták, jelentős magyar és német kisebbséggel.
2001-ben 223 lakosából 222 szlovák volt.
2011-ben 229 lakosából 209 szlovák volt.
2021-ben 177 lakosából 169 (+1) szlovák, 3 egyéb és 5 ismeretlen nemzetiségű volt.

## Neves személyek
- Itt nyugszik a falu egykori birtokosa, Hohenlohe Orhringen Krafft Keresztély herceg.
- Itt nyugszik Jaroslav Votruba tátrai festőművész.
- Itt tervezett vadászkastélyt Gedeon Majunke építész.
- Itt is fényképezett Divald Károly fényképész, gyógyszerész, barlangfotográfus.

## Nevezetességei

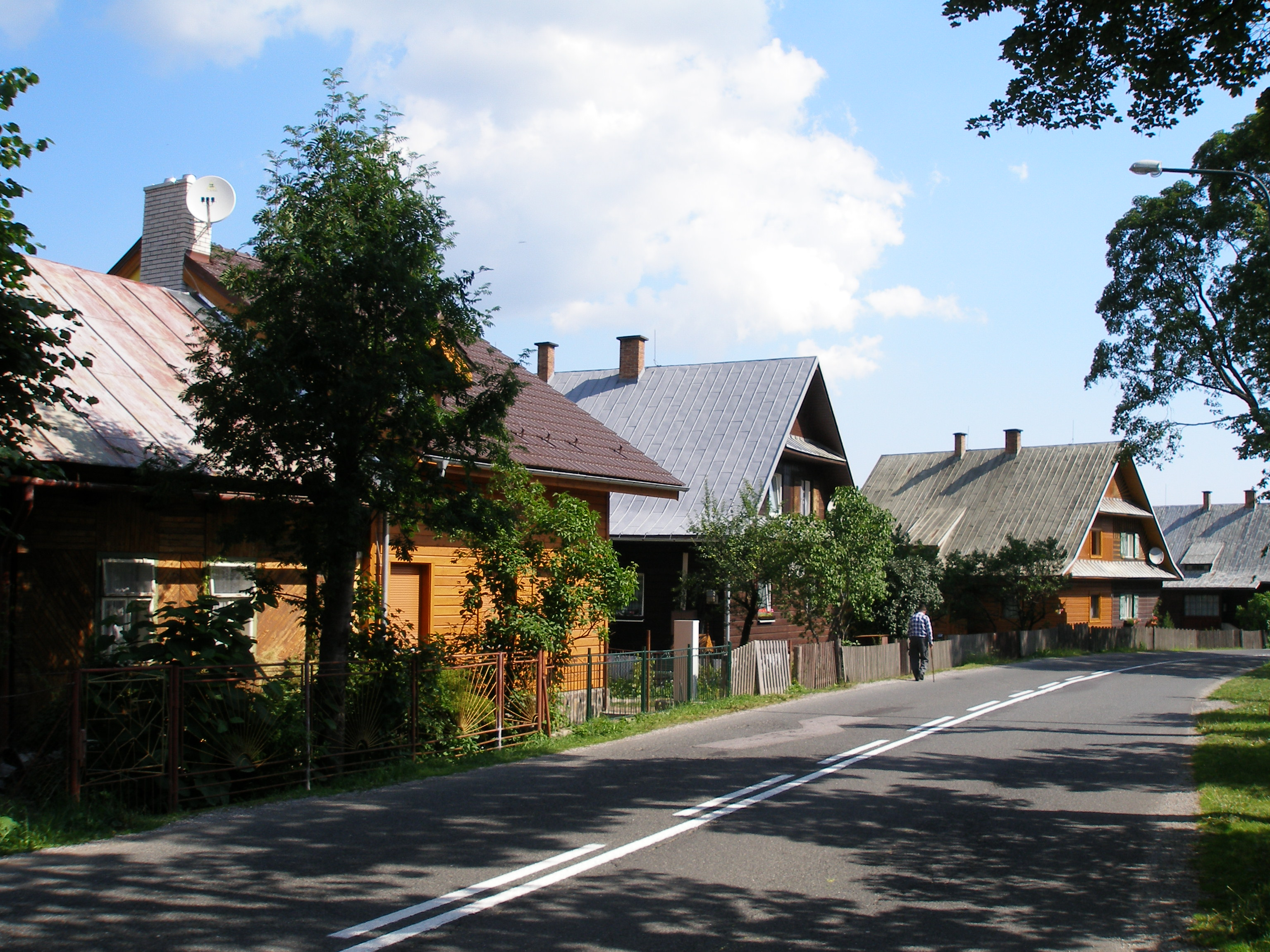
Utcakép
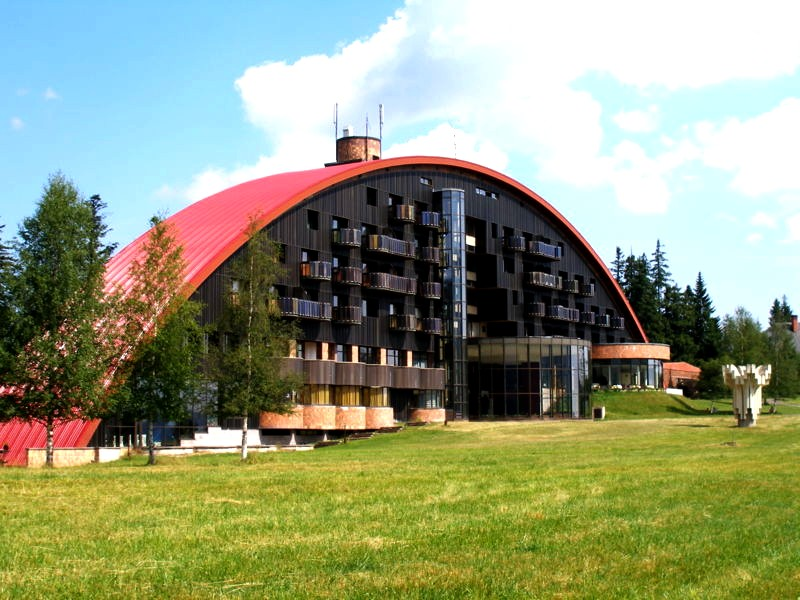
Hotel Kolowrat
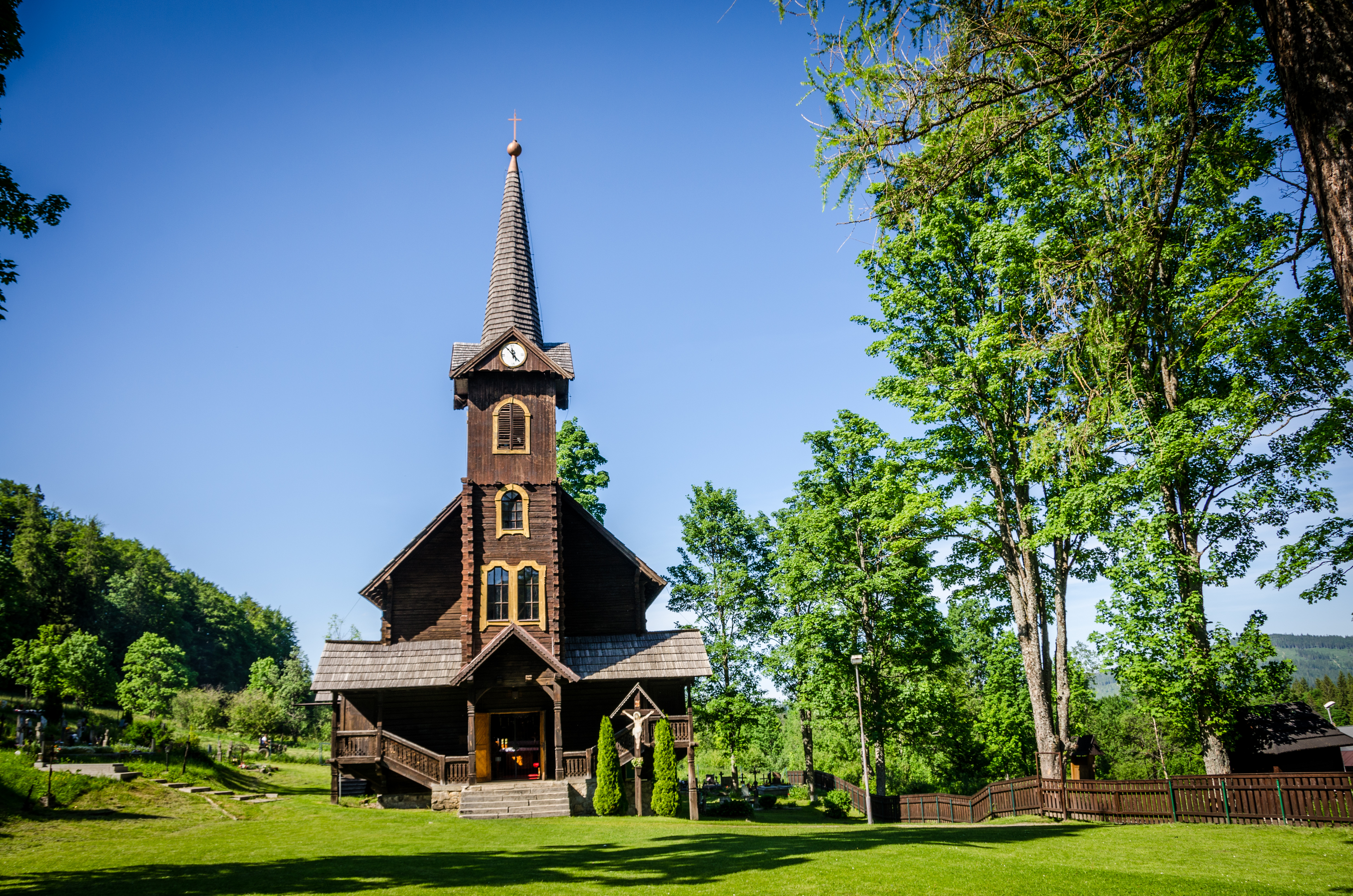
Szent Anna templom
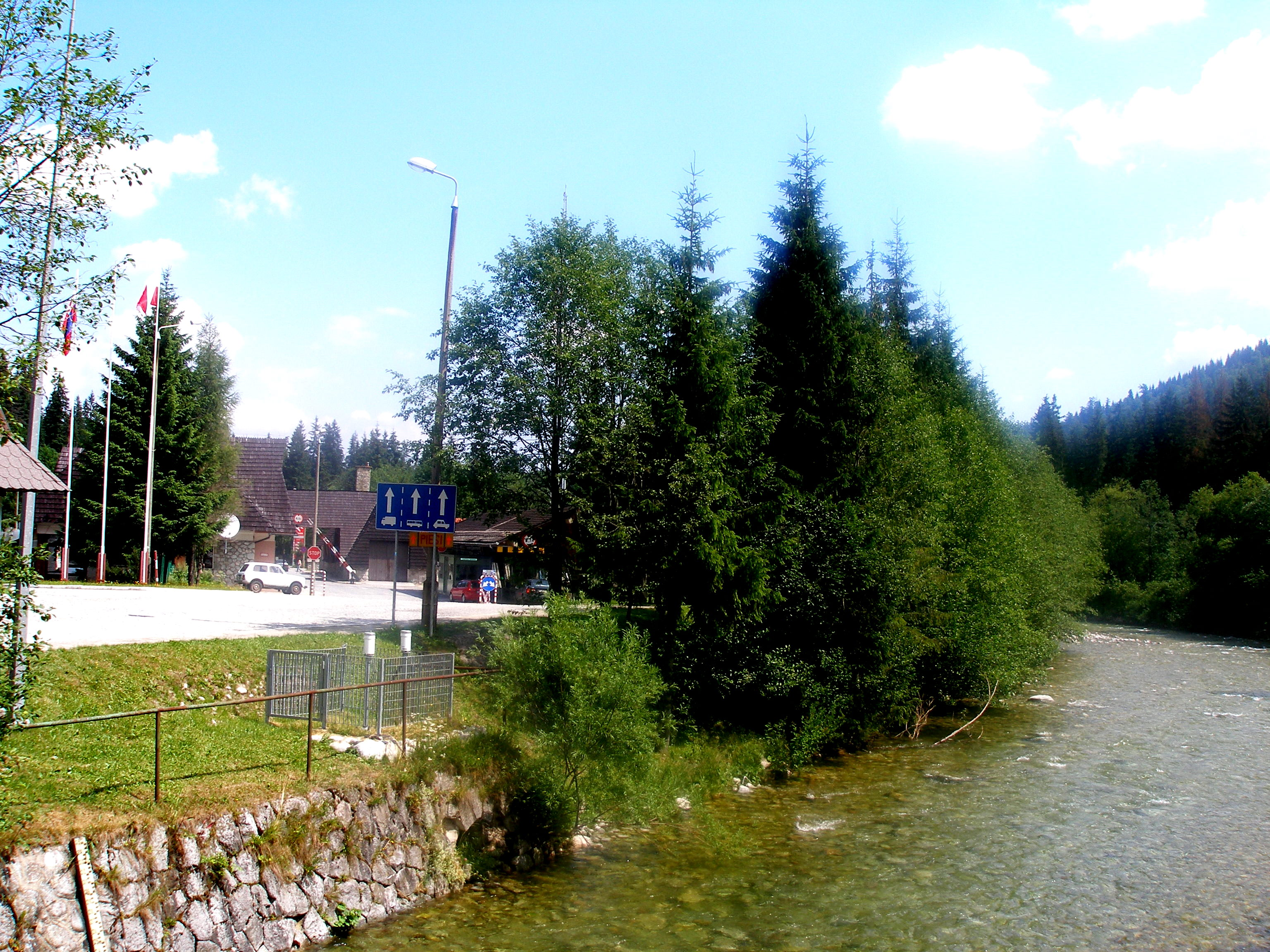
A határátkelő
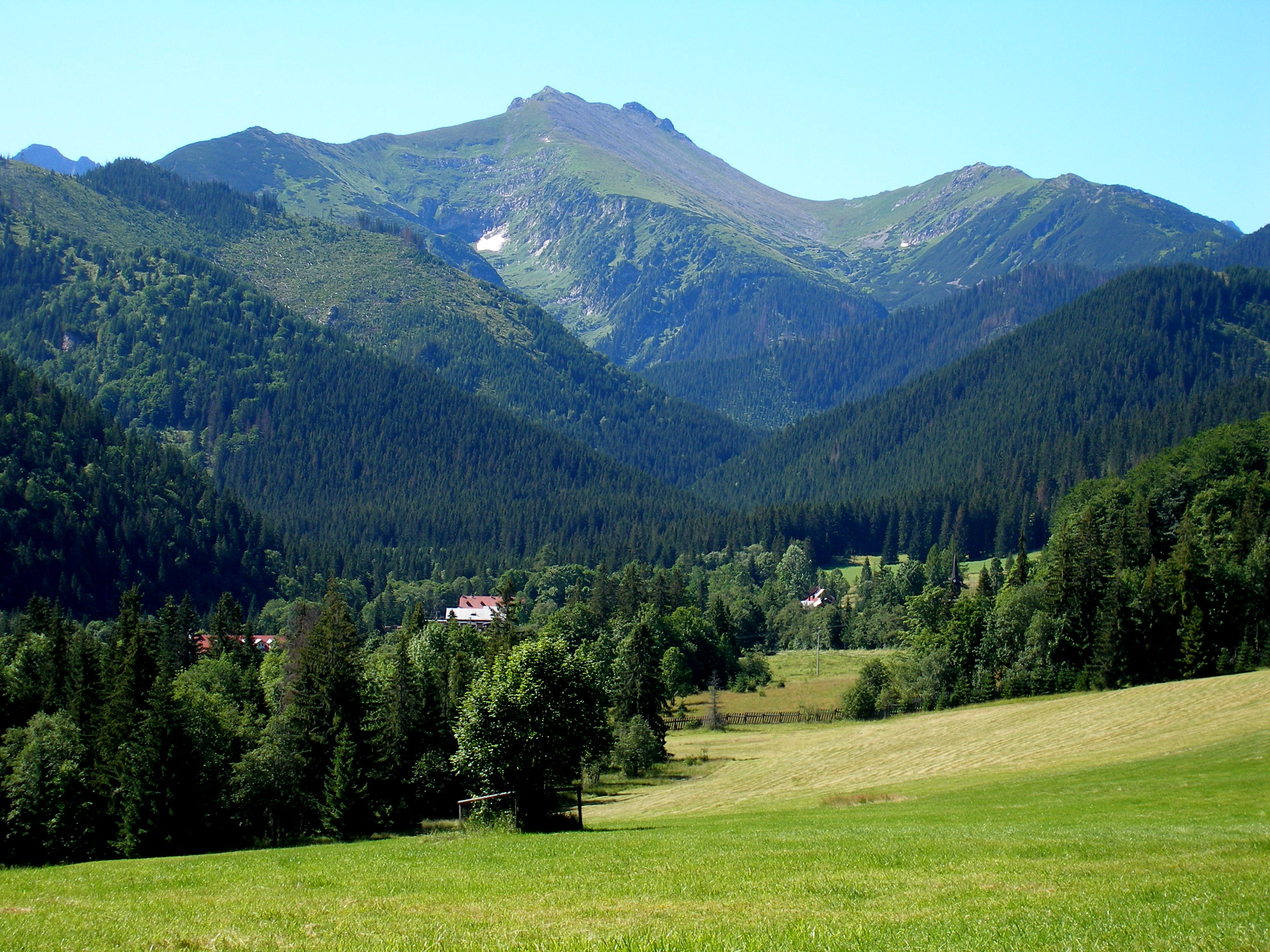
Bélai-havasok

- A 19. század végén népi stílusú fatemplomot építettek Szent Anna tiszteletére.
- A Poľana Szálló 1977-ben épült.